# Baak (Hattingen)
Baak ist ein Ortsteil und eine Gemarkung der Stadt Hattingen im Ennepe-Ruhr-Kreis in Nordrhein-Westfalen. Bis 1926 war Baak eine eigenständige Gemeinde im Kreis Hattingen der preußischen Provinz Westfalen. Heute zählt sie zum Stadtteil Winz-Baak.

## Geographie
Baak wird im Norden durch die Hattinger Stadtgrenze zu Bochum und im Süden durch die Ruhr begrenzt. Im Osten schließt Rauendahl an, das zur Gemarkung Baak gehört und auch Teil der ehemaligen Gemeinde Baak war. Die Gemarkungsgrenze im Westen zu Winz verläuft ungefähr des Straßenzugs In der Aar – Im Reichstag – Dahlhauser Straße.

## Geschichte
Baak wurde erstmals im Jahre 1150 als Bakhem im Urbar der Reichsabtei Werden erwähnt. Vor und um 1220 wird der Ort Bake in den Vogteirollen des Stifts Essen geführt. 1298 wurde ein Hartmodo de Baech und 1302 ein Gerhardus de Bak urkundlich erwähnt. Im Jahr 1521 ein Hentze to Baeck und 1536 ein Johan to Baeck im Hattinger Urkundenbuch genannt. Der heutige Ortsname Baak erscheint erstmals 1841 in einer Ortschaftstabelle.
Baak gehörte im Spätmittelalter und der Frühen Neuzeit in der Bauerschaft Winz (Wyns) im Amt Blankenstein, Kirchspiel und Gericht Hattingen zur Grafschaft Mark. Laut dem Schatzbuch der Grafschaft Mark von 1486 hatten die drei Steuerpflichtigen Hofbesitzer aus Baak in der Bauerschaft zwischen 14 oirt und vier Goldgulden an Abgabe zu leisten. Laut einer Aufstellung von 1739 unterstanden dem Mühlenbann der halb königlich, halb dem Haus Cliff gehörenden Weiler-Mühle insgesamt 131 Bewohner aus Baak. Eine historische Karte von 1768 zeigt in der Baaker Mark das Gut Oberbaak (Averbaick) als königliche Domäne.
Die Deutung des Ortsnamens kann mit Bergrücken umschrieben werden.
Seit dem 19. Jahrhundert bildete das an der Ruhr gelegene Baak eine Landgemeinde im Amt Hattingen des Landkreises Bochum im westfälischen Regierungsbezirk Arnsberg. Seit 1885 gehörte das Amt Hattingen mit der Gemeinde Baak zum Kreis Hattingen. Die Gemeinde (plus 3 Wohnplätze) hatte 1885 eine Fläche von 37,3 km², davon 168 ha Ackerland, 14 ha Wiesen und 60 ha Holzungen. Es gab im Ort 129 Wohngebäude mit 250 Haushaltungen und 1425 Einwohner.
Am 1. April 1926 wurde Baak zusammen mit Dumberg und Niederwenigern nach Winz eingemeindet. 1939 schied Baak mit Rauendahl wieder aus der Gemeinde Winz aus und wurde in die Stadt Hattingen umgemeindet. Heute gehört Baak zum amtlichen Stadtteil Winz-Baak der Stadt Hattingen.

## Einwohnerentwicklung
| Jahr | Einwohner | Quelle |
| ---- | --------- | ------ |
| 1871 | 1167      | [ 8 ]  |
| 1885 | 1425      | [ 9 ]  |
| 1895 | 1810      | [ 10 ] |
| 1910 | 2711      | [ 11 ] |
| 1939 | 2231      | [ 12 ] |

## Verkehr
Durch die Bochumer Straße in Baak verläuft die Straßenbahnlinie 308 der Stadtbahn Bochum, die von Hattingen-Mitte nach Bochum-Gerthe führt. Am südlichen Rand von Baak führt sie gemeinsam mit dem Straßenverkehr über die Ruhrbrücke Hattingen zur Hattinger Innenstadt.